# Calamus kandariensis
Calamus kandariensis är en enhjärtbladig växtart som beskrevs av Odoardo Beccari. Calamus kandariensis ingår i släktet Calamus och familjen Arecaceae. Inga underarter finns listade i Catalogue of Life.